# Krzysztof Krzak
Krzysztof Krzak (ur. 28 marca 1963 w Mielcu, zm. 26 stycznia 2016) – polski poeta i bard.

## Życie i działalność
Był uczniem Technikum Mechanicznego przy Zespole Szkół Technicznych w Mielcu. W okresie szkolnym współtworzył zespół Cantabile z którym od początku lat 80. XX wieku występował na przeglądach i festiwalach piosenki studenckiej. W 1989 został laureatem II nagrody na Studenckim Festiwalu Piosenki w Krakowie. W tym samym roku wystąpił również w koncercie „Debiuty” na XXVI Krajowym Festiwalu Piosenki Polskiej w Opolu, gdzie otrzymał wyróżnienie po czym wyjechał do Hiszpanii. Po wyjeździe nie utrzymywał kontaktów z rodziną i przyjaciółmi w Polsce, a jego los przez lata pozostawał nieznany. W 2008 roku ukazała się płyta pt. „Gdzie jest Krzysiek Krzak śpiewający bezpańskie ballady o niczym” zawierająca jego archiwalne nagrania, między innymi ze zbiorów Polskiego Radia Rzeszów, wydana staraniem jego przyjaciół. W 2010 roku Krzysztof Krzak nawiązał kontakt z dawnymi współpracownikami za pośrednictwem polskiej ambasady w Hiszpanii. Zmarł 26 stycznia 2016 roku.